# Shasta
Shasta (Chasta, Chastays, Saste, Sasti, Shaste, Shasteeca, Shasti, Shastika, Shastl, Shasto, Shasty, Tchasta, Tcheste), pleme američkih Indijanaca iz sjeverne Kalifornije (okrug Siskiyou) i južnog Oregona (okruzi Jackson i Klamath)  nastanjeno od Klamath Hot Springsa do Happy Campa, sjevernu polovicu doline Shasta, cijelu dolinu rijeke Scott i jednom dijelu rijeke Salmon. Shaste zajedno s plemenima Konomihu, Okwanuchu i New River jezično čine porodicu Sastean. Danas njihovi potomci žive na rezervatima Quartz Valley Reservation u Kaliforniji, nešto u gradu Yreka i u Oregonu. Od nekadašnjih 3,000 preostalo ih je 2000 oko 500. Porodic Sastean i Palaihnihan zajedno su nazivane Shastan.

## Podjela
Pleme Shasta, u pravom smislu, sastoje se od skupina (John Reed Swanton):
- Ahotireitsu u dolini Shasta s četiri sela;
- Haldokehewuk ili Cecilville Indijanaca oko Cecilvillea (jedno selo), koji su jezično najrazličitiji;
- Iruaitsu ili Iruwaitsu, u dolini Scott Valley s dva sela,
- Kahosadi u Oregonu s dva sela; i
- Kammatwa ili Wiruhikwairuk'a, s osamnaest sela.

Edward S. Curtis dijeli ih na Katiru iz doline Klamatha od Seiad Valleya do Happy Campa; Kammatwa; Iruwaitsu; i Kikatsik.

## Ime
Ime Shasta prema Hodgeu dolazi Sǔsti'ka, ali značenje nije poznato. Swanton kaže dolazi od Sasti, možda imena poglavice. Ostali nazivi bili su Ekpimi, kod Ilmawi Indijanaca. Pleme Takelma nazivalo ih je neprijateljima (=enemies) odnosno Wulx u njihovom jeziku, a Karoki Mashukhara.

## Lokacija
Shasta-teritorij uključuje južne dijelove okruga Jackson u Oregonu gdje su poznati kao Rogue River Shasta ili Kahosadi, a naseljavali su kraj uz rijeku Rogue. Grupa s rijeke Klamath poznata je kao Kammatwa ili Wiruhikwairuk'a. U dolini rijeke Scott živi pleme Iruaitsu i oni u dolini rijeke Shasta su poznati kao Ahotireitsu

## Sela
Swanton od njihovih sela spominje sljedeća: Ahawaiwig, Asta, Ihiweah, Ikahig i Kusta kod skupine Ahotiretsu. Druga skupina Iruaitsu imala je sela Itayah i Crowichaira. Grupa Kammatwa s rijeke Klamath: Chitatowoki, Ututsu, Asouru, Sumai, Arahi, Harokwi, Kwasuk, Aika, Umtahawa, Itiwukha, Ishui, Awa, Waukaiwa, Opshiruk, Ishumpi, Okwayig, Eras, Asurahawa, Kutsastsus. Kroeber je kalkulirajući brojem sela (za koje kaže da ih je bilo 50), izračunao da ih je (1770) moglo biti oko 2,000, uzimajući brojku 40 kao prosječan broj stanovnika šasta-sela.

## Jezik
Jezik shasta i njihovih ostalih srodnika Okwanuchu, Konomihu i New River Shasta, članovi su porodice Sastean, koju s jezicima Palaihnihan Indijanaca (achomawi i atsugewi) nazivaju Shastan i vode kao dio Velike Porodice Hokan. Klasifikaciji ovih jewzika posvetili su svoj rad Rolad Dixon i Alfred Kroeber (1913), koji su u porodicu Hokan uključili brojne jezike na principu brojke 2, po čemu porodica Hokan i dobiva ime, a to su Karok, Sastean, Chimariko, Palaihnihan, Yana, Pomoan, Esselen, Salinan i Yuman. Jezici Shasta i Palaihnihana najstariji su u sjevernoj Kaliforniji, a danas imaju tek nekoliko govornika.

## Povijest
Šaste svoj prvi kontakt s bijelim traperima imaju 1821., a sredinom 19. stoljeća (1851) stotinjak ih je namjerno potrovan u Ft. Jonesu. Nekoliko godine kasnije (1855) učestvuju u ratu na Rogue Riveru u Oregonu, nakon čega su preživjeli 1856. sješteni na rezervate Grande Ronde i Siletz.

## Etnografija
Pleme Shasta pripada kalifornijskom kulturnom području, a to znači da su sakupljači žira, osnovne sirovine za izradu pogačica i ribari. Tijekom zime žene, djeca i starci okupljeni su u svojim kućama (umma), raspoređenih oko središnje kuće okwa-umma, dok muškarci odlaze u planine zbog kolektivnog lova na jelena, kojega nastoje natjerati u pripremljenu klopku, a služe se i strijelama s vršcima od opsidijana. U lovu na divlje guske Šaste se služe štapovima za bacanje. U rano proljeće Indijanci podižu nove kolibe od granja na ušćima potoka u rijeke a muškarci u to vrijeme odlaze hvatati losose i u lov na jelene. Žene i djeca zaokupljeni su sakupljanjem školjkaka a dolaskom ljetnih mjeseci idu u potragu za bobicama. U mjesecu kolovozu opet počinje lov na lososa nakon čega slijedi sakupljanje žira. 
Šaste na svom području imaju nalazišta veoma traženog opsidijana i soli koji su im osnovna roba za trgovinu sa susjednim plemenima. Osim njih trguju i kožama mesom jelena za dentalije, tubularne morske školjke koje Indijanci koriste za izradu dekorativnih predmeta. 
Umma-kuće Šasta građene su po zimskim stalnim naseljima, ukopane do tri stope u tlo, vweličine 16-20 stopa (5 sa 6 metara), konstruirane od drveta i zemlje, s kosim krovom na dvije vode i središnjom rupom za vatru. Okwa-umma, je nešto veća, 20 s 27 topa (6 puta osam metara), u vlasništvu je glavnog vođe sela, i središnje je mjesto za okupljanje, a služi i za primanje gostiju (Winthrop). 
Posebna vrsta kuće namijenjena muškarcima je parna kupelj-wukwu, gardi se tek po većim selima duž rijeke Klamath i dolinama donjeg Scotta i Shaste. Wukwu može primiti 15 do 20 muškaraca, i ženama je unutra pristup strogo zabranjen. Uz wukwu Shaste imaju i privatna obiteljska parna kupatila kojima se mogu služiti i muškarci i žene, a žene napose nakon menstruacije, poroda ili u vrijeme žalovanja. 
Wapsahuumma je posebna menstrualna kućica za žene, izgrađena je na zapadnoj strani sela, a koristi se, prema Silveru,  i za porode. 

## Vanjske poveznice
- Swanton
- Shasta Indian Tribe History
- Shasta  Arhivirana inačica izvorne stranice od 29. rujna 2007. (Wayback Machine)
- Shasta Indians  Arhivirana inačica izvorne stranice od 8. veljače 2012. (Wayback Machine)